# Oxytropis densiflora
Oxytropis densiflora är en ärtväxtart som beskrevs av Pei Chun Qiong Li. Oxytropis densiflora ingår i släktet klovedlar, och familjen ärtväxter. Inga underarter finns listade i Catalogue of Life.